# Pseudoclanis tomensis
Pseudoclanis tomensis is een vlinder uit de familie van de pijlstaarten (Sphingidae). De wetenschappelijke naam van de soort werd in 1992 gepubliceerd door Pierre.